# 今岡正
今岡 正（いまおか ただし、1949年11月16日 - ）は、兵庫県出身の元騎手。

## 経歴

### 1970年代
1971年3月に栗東・佐藤勇厩舎からデビューし、同6日の阪神第5競走障害5歳以上オープン・ダイニイズモ（7頭中4着）で初騎乗を果たす。7月11日の函館第10競走4歳以上100万下・ポルトスで初勝利を挙げ、ポルトスでは初の特別勝ちも挙げるなど、1年目の同年は8勝をマーク。
2年目の1972年には2月5日の中京で初の1日2勝、同26日の中京、27日の阪神で初の2日連続勝利を記録。5月3日の京都第5競走障害5歳以上未勝利・ワールドオーカンを障害初勝利を挙げ、初の2桁勝利となる18勝をマーク。
3年目の1973年には秋の新潟だけで4勝 、1974年には2年ぶりの2桁勝利となる15勝をマークし、1974年から1979年までは6年連続2桁勝利を記録。
1975年に夏の小倉で9月6日・7日に2日連続1日2勝を記録するなど10勝を挙げ、初の20勝台となる23勝をマーク。　
1976年にはフロリダホープで阪神障害ステークス（秋）を制し人馬共に重賞初勝利 を挙げ、続く京都大障害（秋）も制して重賞を連勝 。京阪杯では10番人気のハンピンオーでアタマ差2着に入り、2年連続最後の20勝台で自己最多の29勝をマーク。
1977年にはフローカンボーイでスワンステークスを制し平地重賞初勝利を挙げたほか、高松宮杯ではトウショウボーイの3着、朝日チャレンジカップではホクトボーイの2着、京都大賞典ではテンポイントの3着に入った。シンザン産駒フジリンデンでは北九州記念を制して重賞4勝目を挙げ、京都記念（秋）では8頭中7番人気ながらホクトボーイ・シルバーランドに次ぐ3着に入った。フロリダホープでは京都大障害（春）2着、（秋）3着に入った。
1979年には自身最後の2桁となる17勝をマークし、中京障害ステークス（秋）では紅一点シャダイアローで2着、阪神障害ステークス（秋）ではインターファストで3着に入った。

### 1980年代
1980年からは勝利数も1桁台に落ち着き、1981年には平地時代に騎乗したフォルティノ産駒テキサスワイポンで京都大障害（春）・中山大障害（秋）を制覇。テキサスワイポンは管理した二分久男調教師が1000万円で買ってきた馬で、物凄く柔らかく、キュウリに箸を4本刺したような身体つきであった。
1984年からはフリーとなるが、1987年12月26日の阪神第5競走障害4歳以上未勝利・マリフブキで最後の勝利を挙げ、同馬に騎乗した1988年1月31日の京都第5競走障害4歳以上オープン（9頭中4着）を最後に現役を引退。

## 騎手成績
| 通算成績 | 1着 | 2着 | 3着 | 4着以下 | 出走回数 | 勝率 | 連対率 |
| -------- | --- | --- | --- | ------- | -------- | ---- | ------ |
| 平地     | 146 | 147 | 169 | 1110    | 1572     | .093 | .186   |
| 障害     | 28  | 35  | 43  | 181     | 287      | .098 | .220   |
| 計       | 174 | 182 | 212 | 1291    | 1859     | .094 | .192   |

主な騎乗馬
- フロリダホープ（1976年阪神障害ステークス (秋)・京都大障害 (秋)）
- フローカンボーイ（1977年スワンステークス）
- フジリンデン（1977年北九州記念）
- テキサスワイポン（1981年京都大障害 (春)・中山大障害 (秋)）